# Sneakernight
"Sneakernight" é uma canção da atriz e cantora estadunidense Vanessa Hudgens, lançada como primeiro e único single oficial de seu segundo álbum de estúdio solo, Identified. Foi escrita por J. R. Rotem e Silya Nymoen, e produzida por Rotem. Teve lançamento em 20 de Maio de 2008 pela gravadora Hollywood Records.

## Antecedentes e contexto
A música tocou pela primeira vez na Radio Disney em 11 de Abril de 2008. Foi lançada nos Estados Unidos em download digital no dia 20 de Maio de 2008. Em 23 de Setembro de 2008, foi lançado um extended play (EP) na América do Norte intitulado Sneakernight the Remixes!, contendo apenas remixes da canção. A canção foi mais tarde lançada em download digital na Austrália e Europa em 20 de Outubro de 2008 e 8 de Fevereiro de 2009, respectivamente. Na Europa, a música foi lançada também em formato CD single, contendo a faixa original e dois remixes da canção, além de um CD single contendo a faixa "Last Night" como lado B. A música foi incluída no CD Pop It Rock It em 2009. Hudgens cantou a música durante a sua primeira turnê solo, Identified Summer Tour, em 2008.
"Sneakernight" é uma música uptempo com som pop e refrão contagioso. A canção basicamente fala sobre o "segundo round" da festa e dançar depois de tudo já ter fechado. Hudgens descreveu a canção para o programa Good Morning America: "É apenas uma canção divertida, sobre sair com suas amigas, divertir-se e não ter que usar salto-alto para ser sexy." Em outra entrevista, Hudgens comentou: "Dançar de tênis torna tudo melhor. As pessoas não têm sido capazes de ver esse lado de mim. Eu posso chutar o traseiro!".

## Recepção da crítica

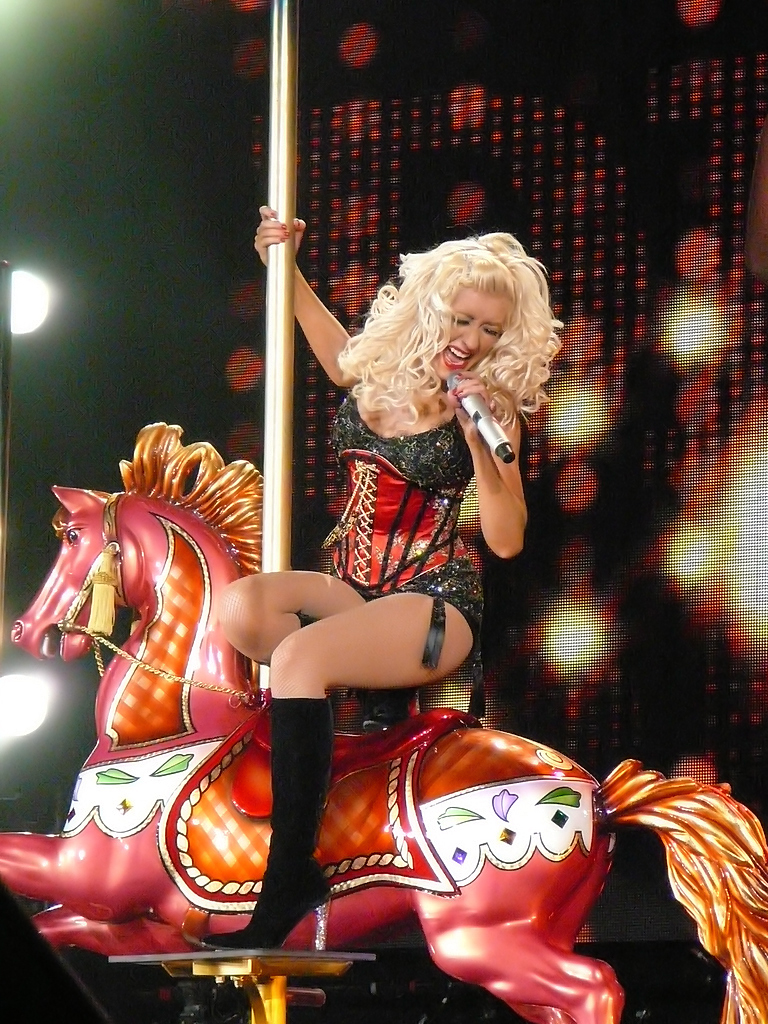
A canção foi comparada ao estilo musical de Christina Aguilera (foto) em seu álbum Back to Basics.

Ryan Dombal da Blender disse: "E tudo parece inocente o suficiente - mas aquilo 'basicamente' nos faz pensar que possa existir mais do que uma mera dança em 'Sneakernight'. A sugestão está aí para aqueles que querem ouvi-la, ("Put your sneakers on / Let's go all night long!"). Adolescentes vão dançar (e rir), os pais vão pagar a mais para o concerto e tudo ficará bem com o universo pop adolescente". ().
Maria Dinoia do Commonsense Media declarou: "Os pais precisam saber que ao contrário de outras músicas de High School Musical que tendem a ser sobre os meninos e as relações do ensino médio, este é um tema inócuo sobre ir dançar. O vídeo mostra Hudgens colocando seus tênis, indo para o clube, e sim, dançar". ().
Algumas críticas apontaram semelhanças da faixa com o estilo musical da cantora Christina Aguilera. "Menos bem-sucedida [é] 'Sneakernight', uma tentativa de igualar-se à Christina Aguilera em voz e atitude que falham miseravelmente", escreveu a revista Variety na crítica do álbum Identified. O portal Digital Spy complementou que o single soou "como uma faixa descartada do álbum Back to Basics [de Aguilera]".

## Videoclipe
O videoclipe foi gravado em 12 de Maio de 2008, sendo dirigido por R. Malcolm Jones. Estreou no dia 13 de Junho de 2008 na Disney.com e no dia 1º de Julho de 2008 no programa Total Request Live da MTV. Hudgens comentou sobre o videoclipe para a revista Entertainment Weekly: "Quando eu filmei o videoclipe, eu pensei, 'Não posso acreditar que estou usando tênis pela primeira vez em um videoclipe!' Foi incrível.". Para o programa de televisão The Insider, Hudgens revelou que teve dois dias de ensaios de dança antes de gravar o videoclipe e que a maioria das meninas e o DJ que aparecem no vídeo estiveram nos filmes de High School Musical.
O videoclipe mostra Hudgens indo para uma festa com um grupo de amigas usando o tênis Ecko Red da marca Eckō Unlimited, da qual ela era então garota-propaganda. Começa com Hudgens ligando para as amigas, marcando de ir em uma festa e logo em seguida colocando seus tênis. Na segunda estrofe, já na festa, Hudgens chega até a um rapaz que a olhava, enquanto outro rapaz se põe no caminho tentando impressioná-la com alguns cômicos passos de dança. Cenas de Hudgens em frente a um cenário colorido com forma de cadarços e dançando uma coreografia em uma rua a caminho da festa com suas amigas se intercalam durante o vídeo.
Algumas críticas notaram que no videoclipe aparece um lado mais "maduro" de Hudgens, e que essa pareceu ser parte de uma estratégia de fazer a transição de sua passagem no Disney Channel a personagens mais adultos, com a estrela filmando o videoclipe logo que as filmagens de High School Musical 3: Ano da Formatura acabaram.

## Faixas e formatos
| Download digital 1. "Sneakernight" – 2:59 Download digital e CD single da Europa 1. "Sneakernight" – 2:59 2. "Sneakernight" (Mr. Mig Retrogroove Edit) – 3:47 3. "Sneakernight" (Albert Castillo Radio Mix) – 3:41 Download digital – EP Sneakernight the Remixes! 1. "Sneakernight" (Mr. Mig Retrogroove Edit) – 3:47 2. "Sneakernight" (Extended Remix) – 6:23 3. "Sneakernight" (Club Remix) – 6:39 4. "Sneakernight" (Albert Castillo Radio Mix) – 3:38 | CD single da Europa – "Last Night" / "Sneakernight" 1. "Last Night" – 3:10 2. "Sneakernight" – 2:59 CD promocional – EP Sneakernight the Remixes! 1. "Sneakernight" (Mr. Mig Retrogroove Extended) – 6:25 2. "Sneakernight" (Mr. Mig Retrogroove Edit) – 3:47 3. "Sneakernight" (Mr. Mig Rhythm Tribal Extended) – 6:55 4. "Sneakernight" (Mr. Mig Rhythm Tribal Radio) – 4:24 5. "Sneakernight" (Mr. Mig Dub) – 7:39 6. "Sneakernight" (Albert Castillo Club Mix) – 6:41 7. "Sneakernight" (Albert Castillo Radio Mix) – 3:41 |

## Créditos
Lista-se abaixo todos os profissionais envolvidos na elaboração de "Sneakernight", de acordo com o encarte do álbum Identified.
- Vocais – Vanessa Hudgens
- Composição – J. R. Rotem, Silya Nymoen
- Produção – J. R. Rotem
- Mixagem – Phil Tan
- Gravação – Greg Ogan

## Desempenho nas tabelas
Nos Estados Unidos, "Sneakernight" entrou primeiramente na tabela Bubbling Under Hot 100 da Billboard, na posição de número 24, na edição da revista datada 12 de Julho de 2008. Na semana seguinte, na edição de 19 de Julho de 2008, a canção estreou e teve seu pico na tabela principal Billboard Hot 100, na 88ª posição. Na mesma semana, "Sneakernight" estreou nas posições 48ª e 45ª nas tabelas componentes Hot Digital Songs e Hot Digital Tracks da Billboard, respectivamente. A música ficou apenas uma semana nas três tabelas, tornando-se o single com pior desempenho da carreira solo de Hudgens em seu país de origem. No entanto, a canção recebeu mais tarde disco de Ouro nos Estados Unidos em 30 de junho de 2025, denotando mais de 500 mil unidades certificadas entre vendas do single e execuções de streaming.
Na tabela Dance Club Songs da Billboard, a canção estreou na 50ª posição, sendo a primeira canção de Hudgens a entrar na tabela desse segmento. Gradualmente e com a ajuda dos remixes da canção, alcançou a 8ª posição e totalizou 13 semanas nessa tabela.
No Canadá, a música estreou na 96ª posição na tabela Canadian Hot 100, na edição de 2 de Agosto de 2008, tornando-se o primeiro single da carreira solo de Hudgens a entrar na tabela canadense. Na segunda semana, subiu para a 95ª posição, mas deixou a tabela na semana seguinte. Também atingiu a 70ª posição na tabela componente Hot Canadian Digital Songs.
Na Europa e Oceania, a música não obteve sucesso comercial, apenas atingindo as posições 98ª na Alemanha, 94ª na Austrália, 66ª na Eslováquia e 164ª no Reino Unido. Na maioria dessas regiões, a canção permaneceu somente uma semana nas tabelas.

## Tabelas e certificações

### Tabelas semanais
| País e Tabela (2008–2009)                   | Melhor posição |
| ------------------------------------------- | -------------- |
| Alemanha (GfK Entertainment Charts)         | 98             |
| Austrália (ARIA)                            | 94             |
| Canadá (Canadian Hot 100)                   | 95             |
| El Salvador (EFE)                           | 1              |
| Eslováquia (Rádio Top 100)                  | 66             |
| Estados Unidos (Billboard Hot 100)          | 88             |
| Estados Unidos (Billboard Dance Club Songs) | 8              |
| Reino Unido (UK Singles Chart)              | 164            |

| Região                                                         | Certificação | Unidades certificadas ou vendas |
| -------------------------------------------------------------- | ------------ | ------------------------------- |
| Estados Unidos (RIAA)                                          | Ouro         | 500,000‡                        |
| ‡ Valores de vendas+streaming baseados apenas na certificação. |              |                                 |

## Histórico de lançamento
| Região         | Data                    | Formato                        | Gravadora |
| -------------- | ----------------------- | ------------------------------ | --------- |
| Estados Unidos | 20 de Maio de 2008      | Download digital               | Hollywood |
| Estados Unidos | 23 de Setembro de 2008  | EP (Sneakernight the Remixes!) | Hollywood |
| Austrália      | 20 de Outubro de 2008   | Download digital               | EMI       |
| Europa         | 8 de Fevereiro de 2009  | Download digital               | EMI       |
| Europa         | 23 de Fevereiro de 2009 | CD single                      | EMI       |